# Хоневичі
Хоневичі (біл. вёска Ханевічы) — село в складі Мядельського району Мінської області, Білорусь. Село підпорядковане Сирмезькій сільській раді, розташоване в північній частині області.